# セレブレイション (マドンナの曲)
「セレブレイション」(Celebration)は、マドンナの楽曲。ベスト・アルバム『セレブレイション 〜マドンナ・オールタイム・ベスト〜』に収録されている新曲2曲の内の1曲であり、アルバムから1枚目のシングルとして発売された。

## ミュージック・ビデオ
通常バージョンとファン・バージョンの2種類のミュージック・ビデオが制作され、その両方に娘ルルドが出演している。ファン・バージョンにおいてルルドはマドンナが1984年のMTV Video Music Awardsで着用した「ライク・ア・ヴァージン」の衣装を再現している。監督はジョナス・アカーランド。ビデオで使用された音源はオリジナル・バージョンではなく、ベニー・べナッシによるリミックス・バージョンである。

## 収録曲
- UK / EU盤 マキシ・シングル

1. Celebration (Album Version) - 3:34
2. Celebration (Oakenfold Remix) - 6:35
3. Celebration (Benny Benassi Remix) - 5:31
4. Celebration (Oakenfold Remix Dub) - 6:35
5. Celebration (Benny Benassi Remix Edit) - 4:01
6. Celebration (Johnny Vicious Club Remix) - 7:59